# Êxedra

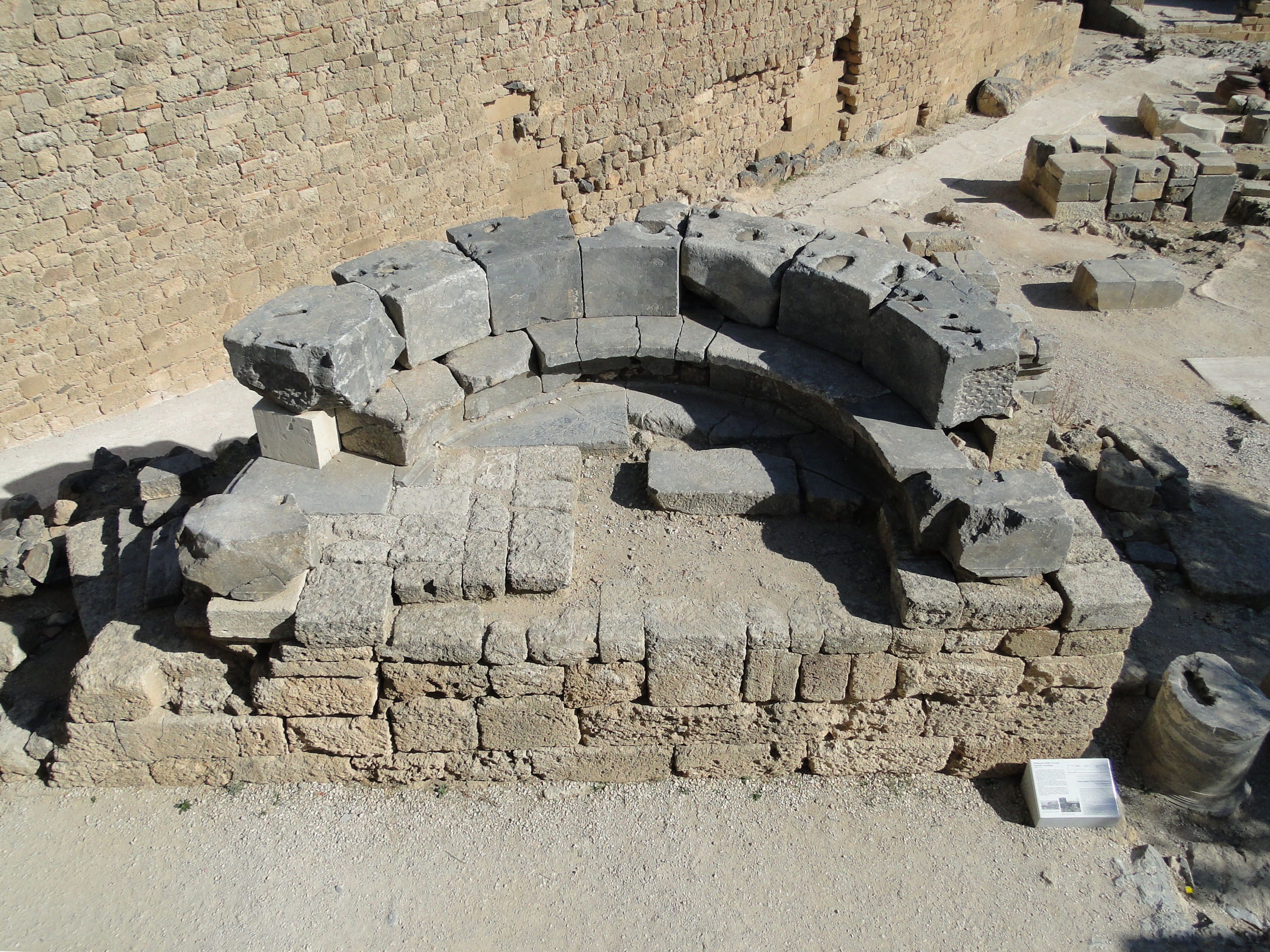
Exedra de Pamphilidas, Acrópole de Lindos, Rodes, Grécia

Êxedra, em arquitetura, refere-se a um amplo átrio ou pórtico semicircular com assentos cobertos ou expostos ao ar livre, que serviam de local para reunião onde discussões dos antigos cientistas, filósofos, oradores e literatos se desenrolavam. O significado original grego (ἐξέδρα, um lugar fora de portas) era aplicado a uma sala aberta para uma stoa, providos de bancos curvos de pedra com o propósito de servir de espaço para tais discussões filosóficas. Nas basílicas cristãs, as êxedras referiam-se ao espaço onde bancos de pedra denominados de plintos semicirculares eram encostados ao fundo da capela-mor, de cada lado do trono episcopal.